# جورج ملکی
جورج فلیکس میشیل ملکی‎ (جورج فلیکس میشل ملکی؛ زاده ۲۳ ژوئیهٔ ۱۹۹۴) یک بازیکن فوتبال است.
وی همچنین در تیم ملی فوتبال لبنان بازی کرده‌است.